# Dzienniki z Poll
Dzienniki z Poll (niem. Poll) – niemiecko-austriacko-estoński film obyczajowy z 2010 roku w reżyserii Chrisa Krausa. Wyprodukowany przez Bavaria Film. Premiera miała miejsce 16 września 2010 roku podczas 35. MFF w Toronto.

## Opis fabuły
Lato 1914 roku. Nastoletnia Oda (Paula Beer) przyjeżdża do starej rodzinnej posiadłości w Poll, nadbałtyckiej miejscowości, w której obok siebie żyją Niemcy, Rosjanie i Estończycy. Mieszkańcy są podzieleni i skonfliktowani. Dziewczyna podejmuje decyzję, która determinuje jej przyszłe życie.

## Obsada
- Paula Beer jako Oda von Siering
- Edgar Selge jako Ebbo von Siering
- Tambet Tuisk jako Schnaps
- Jeanette Hain jako Milla von Siering
- Richy Müller jako Mechmershausen
- Enno Trebs jako Paul von Siering
- Yevgeni Sitokhin jako Hauptmann Karpow
- Susi Stach jako Gudrun Koskull
- Erwin Steinhauer jako profesor Plötz
- Michael Kreihsl jako profesor Hasenreich